# Encaje de Bruselas

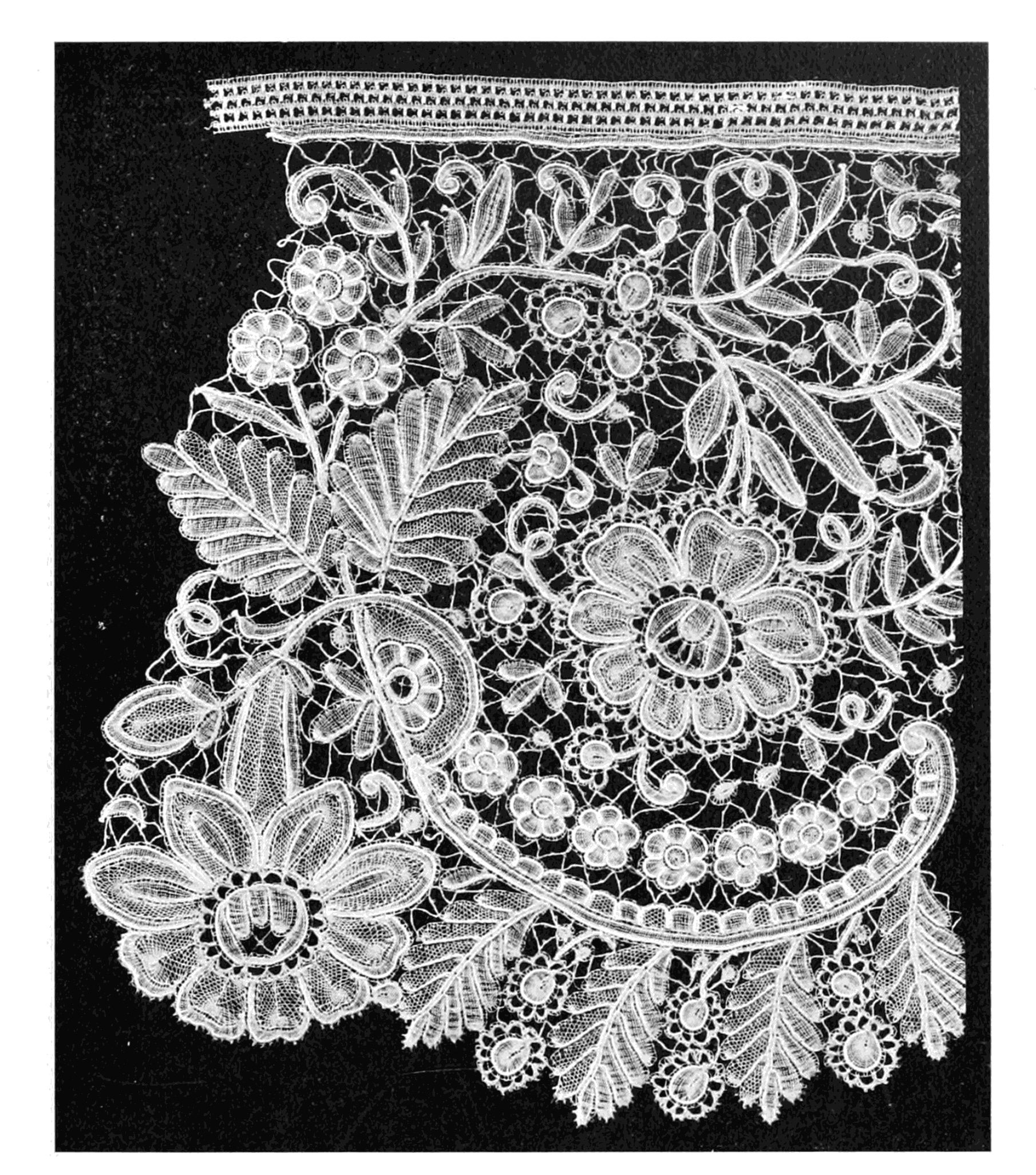
Encaje del siglo XIX

Los encajes de Bruselas son un tipo de encaje procedente de dicha localidad europea.
Los encajes de primera calidad de hilo de lino, los más caros y más estimados por su finura, gusto, variedad, primor y hermosura del dibujo son los de Bruselas. No se realizan con una sola y misma mano, como es regular en los encajes de palillos, sino que una oficiala hace el fondo, otra las flores y así todo lo demás. Los hilos están apropiados a cada parte del trabajo: al fabricante toca saberlos elegir, así como repartir o distribuir el trabajo.
El dibujo es el primer objeto a que ha de atender el maestro para variarlo continuamente y no ejecutar uno mismo dos veces, salvo cuando lo piden explícitamente; desprender las flores picándolas con un millar de alfileres para facilitar a las oficialas la percepción del dibujo y ponerlas en disposición de ejecutarlo con exactitud. 
El punto, cuya malla sencilla presenta un fondo igual, sólido y fino, se usa con mayor generalidad que la esterilla o pasillo formado por cuatro hilos en figura de ojo de perdiz. El fondo de Malinas, de escamas, con ojos y sin ellos. Finalmente, todos estos puntos varían infinitamente y por lo general se les llama obras de moda: se emplean en los encajes de Bruselas con un gusto exquisito y un arte con más o menos perfección, de acuerdo a la inteligencia del fabricante que lo dispone. Las flores de los encajes de Bruselas están guarnecidas o rodeadas de una especie de cordoncillo fino y regular.